# Avatimes
Els avatimes (o sidemes) són els membres d'un grup ètnic que tenen l'avatime com a llengua materna que viuen a la zona d'Amedzofe, a la regió Volta de Ghana. Hi ha entre 24.000 (2003) i 32.000 avatimes a Ghana. El seu codi ètnic és NAB59b i el seu ID és 10496.

## Situació territorial i pobles veïns
Amedzofe és el poblat principal dels avatimes, a la regió Volta. Vane, Gbadzeme, Dzokpe, Biakpe, Dzogbefeme i Fume són altres aldees del seu territori.
Segons el mapa lingüístic de Ghana de l'ethnologue, el territori avatime està situat al sud-est del país, a prop de la frontera amb Togo, que està a l'est. És un petit territori veí dels territoris també minúsculs dels logbes (nord), dels nyambos i dels tafis. Aquesta zona d'aquests quatre pobles està rodejada pel territori dels ewes i està situada a l'est del llac Volta.

## Història
Els avatimes vivien a l'actual Benín al segle xiv abans d'esdevenir part del grup ètnic ahanta per tal d'emigrar cap a l'oest fins que es van assentar a la regió Volta. En el moment de l'emigració, els avatimes van subsistir amb la caça i la pesca abans de convertir-se en agricultors en el seu territori actual.

## Economia
En el territori dels avatimes és difícil el cultiu, sobretot a Amedzofe perquè el sòl s'ha erosionat molt i els camps útils estan situats a gran distància del poble. A allà s'està experimentant amb nous cultius. La cassava, el nyam, les faves, el coco, l'arròs i els plàtans són els seus cultius principals. També es cultiva cafè, te i cacau. A més a més també tenen horts amb hortalisses i fruites com ocra, tomàquets, bananes, papaia i nou de palma.

## Llengua
La llengua materna dels avatimes és l'avatime, però la van substituint per l'ewe.

## Religió
La gran majoria dels avatimes són cristians (90%) i el 10% creuen en religions africanes tradicionals. La meitat dels avatimes cristians són catòlics, el 30% pertanyen a esglésies independents i el 20% són protestants. Segons el joshuaproject el 21% dels avatimes cristians pertanyen al moviment evangèlic.
El Mont Gemi de 800 m., a la falda del qual hi ha el poble d'Amedzofe té una creu que es va instal·lar el 1939 per commemorar els 50è aniversari de la Missió de Bremen. Aquest i les altres vuit aldees avatimes fa més d'un segle que han rebut evangelitzadors cristians. Els missioners cristians han construït equipaments educatius i mèdics.